# BoJack Horseman (säsong 3)
Säsong 3 av BoJack Horseman, en amerikansk animerad TV-serie skapad av Raphael Bob-Waksberg, började sändas den 22 juli 2016 på streamingtjänsten Netflix. Säsongen består av 12 avsnitt.

## Avsnittsguide
Samtliga avsnitt är listade efter sändningsdatum.
| Nr i serien | Nr i säsongen | Titel                           | Regissör           | Manus                          | Originalvisning |
| ----------- | ------------- | ------------------------------- | ------------------ | ------------------------------ | --------------- |
| 26          | 1             | "Start Spreading The News"      | J.C. Gonzalez      | Joe Lawson                     | 22 juli 2016    |
| 27          | 2             | "The BoJack Horseman Show"      | Adam Parton        | Vera Santamaria                | 22 juli 2016    |
| 28          | 3             | "BoJack Kills"                  | Amy Winfrey        | Kelly Galuska                  | 22 juli 2016    |
| 29          | 4             | "Fish Out of Water"             | Mike Hollingsworth | Elijah Aron & Jordan Young     | 22 juli 2016    |
| 30          | 5             | "Love And/Or Marriage"          | J.C. Gonzalez      | Peter A. Knight                | 22 juli 2016    |
| 31          | 6             | "Brrap Brrap Pew Pew"           | Amy Winfrey        | Joanna Calo                    | 22 juli 2016    |
| 32          | 7             | "Stop the Presses"              | Adam Parton        | Joe Lawson                     | 22 juli 2016    |
| 33          | 8             | "Old Acquaintance"              | J.C. Gonzalez      | Alison Flierl & Scott Chernoff | 22 juli 2016    |
| 34          | 9             | "Best Thing That Ever Happened" | Amy Winfrey        | Kate Purdy                     | 22 juli 2016    |
| 35          | 10            | "It's You"                      | Adam Parton        | Vera Santamaria                | 22 juli 2016    |
| 36          | 11            | "That's Too Much, Man!"         | J.C. Gonzalez      | Elijah Aron & Jordan Young     | 22 juli 2016    |
| 37          | 12            | "That Went Well"                | Amy Winfrey        | Raphael Bob-Waksberg           | 22 juli 2016    |